# Velje Duboko
Velje Duboko (cyr. Веље Дубоко) – wieś w Czarnogórze, w gminie Kolašin. W 2011 roku liczyła 58 mieszkańców.